# Liste des îles des Fidji

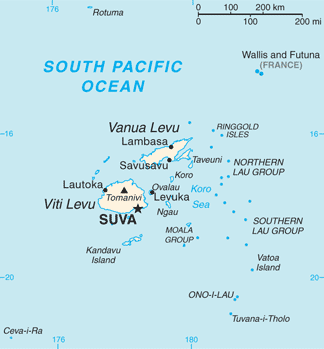
Carte des îles Fidji

Les Fidji sont un archipel composé d'une centaine d'îles habitées.

## Viti Levuet îles voisines
- Bau (île)
- Beqa
- Malake
- Nanunanu i Cake
- Nanunanu i Ra
- Viti Levu

## Vanua Levu,Taveuniet îles voisines
- Kioa
- Qamea
- Mali
- Rabi
- Taveuni
- Vanua Levu
- Yandua
- Yaqaga

## Archipel Lomaiviti
- Batiki
- Gau
- Koro
- Makogai
- Motoriki
- Naigani
- Nairai
- Namenalala
- Ovalau
- Wakaya
- Yanuca

## Archipel de Yasawa
- Kuata
- Matacawa Levu
- Nacula
- Nanuya Lailai
- Nanuya Levu (île de la Tortue)
- Narara
- Naukacuvu
- Naviti
- Tavewa
- Viwa
- Waya
- Wayasewa
- Yalewa kalou
- Yaqeta
- Yasawa
- Yawini

## Archipel Mamanuca I Ra
- Eori
- Kadomo
- Navadra
- Vomo

## Archipel Mamanuca i Cake
- Malolo
- Malololaialai
- Mana
- Monu
- Monuriki
- Qalito
- Tokoriki
- Yanuya

## Archipel de Kadavu
- Buliya ou Bulia
- Dravuni
- Kadavu
- Matanuku
- Ono
- Vanuakula
- Yaukave Levu

## Îles Lau

### Lau septentrionales
- Adavaci
- Avea
- Cicia
- Cikobia
- îlots du Sovu
- Kaibu
- Kanacea
- Katafaga
- Kibobo
- Mago
- Malima
- Munia
- Naitauba
- Namalata
- Nukutolu
- Qilaqila
- Susui
- Tuvuca
- Vanua Balavu
- Vatu Vara
- Vekai
- Wailagilala
- Yacata
- Yanucoloa

### Lau central
- Aiwa
- Lakeba
- Nayau
- Oneata
- Vanua Vatu

### Lau Méridional
- Fulaga
- Kabara
- Karoni
- komo
- Marabo
- Marabo
- Moce
- Namuka
- Ogea Driki
- Ogea
- Olorua
- Ono i Lau
- Tuvana
- Vatoa
- Waqava

### Archipel de Moala
- Matuku
- Moala
- Totoya

## Rotumaet îles voisines
- Hatana
- Hofliua
- Rotuma
- Uea